# Palazzo Trautson
Il Palazzo Trautson è un palazzo barocco che si trova a Vienna in passato proprietà della famiglia nobiliare Trautson.  Dal 1966 il palazzo è sede del Ministero della Giustizia.

## Storia e descrizione
Dal 1657 il terreno, sito nel sobborgo di Sankt Ulrich (distretto di Neubau), era proprietà della contessa Maria Margareta Trautson. Il conte Johann Leopold von Trautson, già membro del Consiglio aulico e Gran ciambellano, commissionò nel 1710 la costruzione di una grande residenza in questo luogo, in vista della imminente nomina a Principe, che arrivò nel 1712. L'edificio venne progettato dal grande architetto Johann Bernhard Fischer von Erlach che si ispirò al Palazzo Reale di Amsterdam, e costruito dal borgomastro Alexander Christian Oedtl (Alla stesura dei disegni del progetto partecipò anche il figlio di Johann Bernhard Fischer, il giovane Joseph Emanuel Fischer). Ben presto il palazzo divenne uno dei più importanti edifici barocchi di Vienna, teatro di molte feste.
Maria Teresa d'Austria acquistò il palazzo nel 1760 per circa 40.000 fiorini e lo mise a disposizione della Guardia ungherese. Nel 1848 la Guardia Ungherese venne sciolta e il palazzo divenne sede del "Comando militare della Bassa Austria". Dopo il Compromesso Austro-Ungarico del 1867 divenne sede della "Guardia del corpo reale ungherese". Ciò ha portato ad ulteriori modifiche . Anche dopo il crollo della monarchia, nel 1918, l'edificio restò di proprietà dello Stato ungherese, che fra il 1924 e il 1963 v'installò, il Collegium Hungaricum. La Repubblica ex popolare ungherese vendette l'edificio alla Repubblica d'Austria nel 1961, che v'impiantò il Ministero federale della Giustizia.